# East Stack
East Stack är en bergstopp i Antarktis. Den ligger i Östantarktis. Australien gör anspråk på området. Toppen på East Stack är 60 meter över havet.
Terrängen runt East Stack är platt. Havet är nära East Stack åt nordost. Trakten är obefolkad. Det finns inga samhällen i närheten.